# Карпократ
Карпокра́т (лат. Carpocrates) — гностик из Александрии II века н. э. Видел задачу жизни в отрешении от мира и в презрении к создавшим его мятежным низшим звёздным духам, а путь к такому презрению в совершении всевозможных плотских грехов.
Большую известность, несмотря на короткую жизнь (умер в 17 лет), приобрёл сын и ученик Карпократа — Епифан.

## Учение
Последователи Карпократа и Епифана основали в 160 году н. э. в Риме особую христианско-гностическую секту карпократиан, разделявших мнение учителя, что лучший способ презирать материальный мир — это совершать все возможные плотские грехи, сохраняя свободу духа, или бесстрастие, не привязываясь ни к какому отдельному бытию или вещам и внешнюю законность заменяя внутренней силой веры и любви, а также что необходимо на собственном опыте изведать всевозможные грехи, чтобы отделаться от всех и получить свободу. Проповедь принципа общности жён привела к обвинению их в распутстве. Среди восьмидесяти христианских ересей «Панариона» (ок. 378 года) последователи Карпократа занимали 27-е место[значимость факта?].